# Tití negre cendrós
El tití negre cendrós (Plecturocebus cinerascens) és una espècie de primat del gènere dels titís (Callicebus), dins la família dels pitècids (Pitheciidae). Com tots els titís, és un primat relativament petit, amb el pelatge espès i suau. Aquesta espècie és majoritàriament grisa, amb una mica de marró a l'esquena. Té la cua peluda i més llarga que el cosa, però no és prènsil. Té el cap petit i arrodonit.